# Jan Kopczyk
Jan Stefan Kopczyk (ur. 15 listopada 1954 w Koninie) – polski polityk, lekarz, poseł na Sejm II kadencji, były wiceminister zdrowia.

## Życiorys
W 1980 ukończył studia na Wydziale Lekarskim Akademii Medycznej w Poznaniu, uzyskał specjalizację drugiego stopnia z zakresu ortopedii i traumatologii. W latach 80. pracował jako lekarz w wojewódzkim szpitalu zespolonym w Koninie, następnie do 1998 był dyrektorem wydziału i lekarzem wojewódzkim. W 2004 uzyskał w Instytucie Medycyny Wsi im. Witolda Chodźki stopień naukowy doktora nauk medycznych na podstawie rozprawy pt. Wypadkowość dzieci wiejskich w opinii dzieci, przedstawicieli samorządów lokalnych i polityków – w aspekcie rozpoznania zagrożeń i opracowania wskazań prewencyjnych napisanej pod kierunkiem Alfreda Owoca.
Od 1993 do 1997 sprawował mandat posła II kadencji wybranego z okręgu konińskiego z listy Polskiego Stronnictwa Ludowego. Przewodniczył w tym czasie Komisji Zdrowia. W 1997 nie uzyskał reelekcji. Był członkiem władz krajowych PSL.
W latach 1998–2002 zasiadał w sejmiku wielkopolskim, przez dwa lata był członkiem zarządu województwa. W rządzie Leszka Millera objął stanowisko wiceministra zdrowia. W 2002 został powołany na urząd prezesa Kasy Rolniczego Ubezpieczenia Społecznego, który zajmował do 2006. W 2008 został naczelnym lekarzem KRUS.
W 2002 został odznaczony Czerwoną Kokardką.